# Jean de Castel
Pour les articles homonymes, voir Jean de Castel (abbé) et de Castel.
Jean de Castel, ou Jean Castel, est un auteur français, né vers 1384 et mort vers 1425.

## Biographie

### Famille
Jean de Castel est le fils de Christine de Pisan et d'Étienne Castel. Il est le père de Jean de Castel, mort en 1476, abbé de Saint-Maur-des-Fossés et auteur de plusieurs ouvrages, notamment  Le Specule des pecheurs et Requeste de Castel adroissant à monseigneur de Gaucourt.

### Éducation
Il est élevé et éduqué dans de grandes familles nobles, grâce à la position sociale de sa mère. En effet, après la mort de son père, à la fin de l'année 1390, sa mère lui cherche un protecteur puissant qui le prenne à son service. C'est le comte de Salisbury, venu en France en 1396 pour le mariage de la fille de Charles VI Isabelle avec le roi Richard II, qui emmène Jean pour être élevé avec son propre fils ; le comte est lui-même un poète et connait les écrits de Christine de Pisan, dont il possède plusieurs manuscrits. Mais, à la suite des luttes entre les nobles et le roi Richard II, il est mis à mort. Le nouveau roi d'Angleterre, Henri IV de Lancastre, souhaite alors prendre le jeune Jean de Castel à son service et invite Christine de Pisan à le rejoindre. Mais celle-ci use de diplomatie pour faire revenir en France son fils : elle ne fait pas confiance à un « déloyal ». Elle tente alors de le placer auprès de Louis d'Orléans dont elle fréquente l'hôtel. Finalement, c'est le duc de Bourgogne, Philippe le Hardi, qui le prend à son service, tout en acceptant l'offrande des œuvres de Christine et en lui attribuant en retour des dons en argent.

### Faits de notoriété
Comme son père, Jean de Castel travaille au service du roi de France. Il est notaire et secrétaire du roi Charles VI.

## Œuvres
- Le Pin, vers 1422-1424, est composé de 620 décasyllabes arrangés en strophes de cinq quatrains rimés aaab aaab bbba aaab bbba et terminé par un rondeau. Le seul manuscrit connu est un recueil de textes, principalement d'Alain Chartier, mais aussi de Pierre de Nesson et d’Oton de Grandson, où le texte de Castel occupe les folios 85-93[8].

## Pour approfondir